# Any Road
«Any Road» — пісня Джорджа Гаррісона, що вийшла у 2002 році як перший трек на посмертному альбомі музиканта «Brainwashed». Гаррісон написав пісню в 1988 році під час зйомок музичного відео для альбому «Cloud Nine». 12 травня 2003 року пісня вийшла у вигляді синглу у Великій Британії, піднявшись до 37-ї позиції в британських чартах.

## Список пісень
- 7" R6601, CD CDRS6601

1. «Any Road» — 3:49
2. «Marwa Blues» — 3:40
3. «Any Road» (відео) — тільки на CD